# Connie Evingson
Connie Evingson (* 1962 in Hibbing) ist eine amerikanische Pop- und Jazzsängerin.

## Leben und Wirken
Evingson, die in einem musikalischen Haushalt aufwuchs, begann mit fünf Jahren in der Kirche und in Chören zu singen. Später besuchte sie die University of Minnesota, wo sie den Bachelor in Musik und Anthropologie erwarb. Da sie sich zu Jazz und Popmusik hingezogen fühlte, trat sie ab 1980 als Sängerin auf. Sie tourte bald landesweit und auch in Europa und Japan.
1986 wurde Evingson Mitglied der Vokal-Jazzgruppe Moore by Four, die ab 1988 einige Alben vorlegte. Als Solokünstlerin veröffentlichte sie 1995 ihr Debütalbum, dem weitere Alben folgten. Auch trat sie mit dem Toronto Symphony Orchestra und 1999 mit dem Minnesota Orchestra unter der Leitung von Doc Severinsen auf, im Jazz at Lincoln Center mit Wynton Marsalis sowie mit Vince Giordano und den Nighthawks und mit dem JazzMN Orchestra. 2008 legte sie mit Dave Frishberg ein Album mit dessen Songs vor. Mit John Jorgenson entstand 2014 das Album All the Cats Join In im Stil des Gypsy-Jazz.

## Diskographie
- I Have Dreamed (Minnehaha Music, 1995)
- Some Cats Know (Minnehaha Music, 1999)
- Fever: A Tribute to Peggy Lee (Minnehaha Music, 1999)
- The Secret of Christmas (Minnehaha Music, 2002)
- Let It Be Jazz: Connie Evingson Sings the Beatles (Minnehaha Music, 2003)
- Gypsy in My Soul (Minnehaha Music, 2004)
- Connie Evingson & The Hot Club of Sweden: Stockholm Sweetnin’ (Minnehaha Music, 2006)
- Little Did I Dream: Songs by Dave Frishberg (Minnehaha Music, 2008)
- Sweet Happy Life (Minnehaha Music, 2009)
- Connie Evingston & John Jorgenson Quintet: All the Cats Join In  (Minnehaha Music, 2014)